# Kastelis flygplats
Kastelis internationella flygplats (IATA: LGTL) är en militär flygplats belägen 39 km sydost om staden Heraklion, i Kasteli på den grekiska ön Kreta. Den togs i bruk 1940 och har i nuläget en enda landningsbana med en längd på 2,991 meter. Flygplatsen används av F-16 Fighting Falcon-stridsflygplan från det grekiska flygvapnets 133:e stridsgrupp. Ariadne Airport Group-konsortiet, bestående av GEK Terna i samarbete med den indiska GMR-gruppen, har valts ut för att utveckla, driva och förvalta en ny internationell flygplats på denna plats som ersättning för den befintliga flygplatsen i Heraklion. Den nya flygplatsen beräknas öppna år 2027.